# Immer Drama um Tamara
Immer Drama um Tamara (Tamara Drewe) ist eine britische Filmkomödie von Stephen Frears aus dem Jahr 2010.

## Handlung
Die Geschichte spielt in Ewedown, einem fiktiven Dorf in Dorset, England. Tamara Drewe, eine junge und attraktive Journalistin des „Independent“, kehrt in ihr Heimatdorf zurück, um das Haus ihrer verstorbenen Mutter zu verkaufen. Die Einheimischen sind erstaunt, da sie sich ihre früher sehr große Nase hat operieren lassen.
Andy hatte ihr Interesse geweckt, als sie ein junges Mädchen war. Als er sie jetzt sieht, fühlt er sich von ihr angezogen. Tamara bittet Andy, das Haus so herzurichten, dass sie es verkaufen kann.
Jenseits des Tals wohnt der erfolgreiche Schriftsteller Nicholas mit seiner Frau Beth. In ihrem Haus Stonefield haben sich Schriftstellerkollegen eingemietet, um in ländlicher Ruhe an ihren Büchern zu arbeiten. Nicholas hat Affären, während seine Frau zu Hause für Verpflegung und Unterkunft sorgt. Tamara tut sich derweil mit dem Schlagzeuger einer Boygroup, Ben Sergeant,  zusammen. Ihm gehört ein Hund namens Boss, der gerne Kühe jagt. Zwei Schülerinnen aus dem Dorf, Jody und Casey, werfen aus Langeweile Eier auf Autos, dringen in Tamaras Haus ein und schreiben auf Tamaras Rechner E-Mails, weil Jody ihr Idol Ben anbetet.
Nachdem Ben und Tamara sich zerstritten haben, beginnt Nicholas eine Affäre mit Tamara. Inzwischen hat sich Beth, die verlassene Hausfrau, mit dem Schriftsteller Glen befreundet, und als ihr Mann bei einem Unfall von einer galoppierenden Kuhherde getötet wird, tut sie sich mit Glen zusammen. Dann wird die wahre Liebe von Andy und Tamara offenbar und Tamara entscheidet sich, in Ewedown zu bleiben.

## Hintergrund
Grundlage des Films ist Posy Simmonds Graphic Novel Tamara Drewe, die in wöchentlicher Serie von 2005 bis 2006 im Guardian erschien. Diese wiederum ist inspiriert von Thomas Hardys Roman „Am grünen Rand der Welt“.

## Kritik
„Frears, bekannt für stürmische Liebschaften („Mein wunderbarer Waschsalon“), aber auch für dekoratives Ausstattungskino („Chéri“), legt eine für seine Verhältnisse recht mainstreamige Liebes- und Eifersuchtskomödie vor, die aber elegant fließt und mit anspielungsreichen Dialogen gepfeffert ist. Ex-Bond-Girl Gemma Arterton ist in der Rolle der Tamara ein Augenschmaus. Die Männer, die ihr zu Füßen liegen, bekommen allesamt Hörner aufgesetzt. Ahnungslose Städter werden außerdem vor der weitgehend unterschätzten Gefahr von Kuhstampeden im freien Gelände gewarnt. Unterhaltsame Brit-Komödie mit verschrobenen Figuren, viel Landlust-Atmo und einer extrem langbeinigen Gemma Arterton.“

„Die Dominanz der Klatschkultur und die Oberflächenrezeption heutiger Leser sind allgegenwärtig in dieser kleinen, charmanten und sympathischen Komödie, die zwischen bissig, frech und Provinzposse mit Boulevardcharakter für jede Generation Perspektiven bietet.“

„Heraus kommt eine verschrobene Ensemble-Komödie, die vor allem von ihren gut geschriebenen und gespielten skurrilen Nebencharakteren lebt.“

„Geradezu beklemmend gut aber sind Jessica Barden und Charlotte Christie in den Rollen der beiden frustriert-teuflischen Mädchen. Es ist ein Schauspielfeuerwerk, mit dem sie diesem Film einheizen - kindlicher als im Comic, aber umso bedrohlicher in ihrer Naivität. „Immer Drama um Tamara“ weckt als Titel den Anschein, es ginge um die schöne junge Frau. Dabei geht es ums Ganze. Und um Kühe. Mehr, als man meinen sollte.“